# Biofotó
El biofotó (del grec βιο, que significa 'vida', i φωτο, 'llum') és un fotó d'origen biològic que no és el resultat dels productes d'una reacció enzimàtica específica.
Es tracta per tant d'una quimioluminescència d'origen biològic que es distingeix de la bioluminescència per l'absència de mecanisme enzimàtic relacionat, i per una magnitud o intensitat ultra-feble (de l'anglès, ultra-weak spontaneous Photon emission, o de vegades, de manera més simple, ultra-weak Photon emission). Fritz-Albert Popp, inventor del terme, va definir els biofotons mitjançant la intensitat de la seva emissió a la superfície dels teixits vivents, que és de l'ordre de 10 a 1000 fotons per centímetre quadrat i per segon.
La biofotònica és la ciència encarregada de l'estudi, investigació i utilització del coneixement sobre els biofotons.
Les investigacions tracten en general sobre punts fonamentals de biofísica i matèries relacionades - per exemple, el metabolisme i el creixement i diferenciació de la cèl·lula, les relacions entre l'anomenada «luminescència retardada» i l'espectre de les emissions lluminoses en la bioquímica de les macromolècules en els teixits vius, etc.
La magnitud típica dels biofotons en els espectres visible i ultraviolada és com molt de l'ordre d'algunes centenes per centímetre quadrat de superfície i segon, és a dir, molt més feble que la de la bioluminescència típica, però més fort que a la termodinàmica en el cas dels cossos negres. En un primer moment, la detecció d'aquests fotons ha estat realitzada per Fritz-Albert Popp gràcies al desenvolupament de tubs fotomultiplicadores de sensibilitat incrementada i amb soroll de fons disminuït. Tanmateix, amb aquesta tècnica, sols podien analitzar mostres biològiques de petita dimensió, tal com fragments de teixits cel·lulars o llavors. Amb el desenvolupament de sensors CCD i de lents òptiques amb prestacions millorades, Masaki Kobayashi, l'Institut de Tecnologia de Tohoku a Sendai, al Japó, ha aconseguit fotografiar l'emissió de biofotons macroscòpicament a la superfície d'individus en repòs amb temps d'exposició de menys de 20 minuts. Això ha permès confirmar per primera vegada una correlació entre activitat metabòlica i emissió de biofotons independent de la temperatura i de l'emissió de radiació infraroja.
Fa anys que s'està començant a rearticular una investigació i aplicació científica de la biofotònica amb relació a possibles teràpies mèdiques. Hi ha proves que indiquen que cal la col·laboració d'una intensa activitat fotònica dins de la cèl·lula perquè la reactivitat química abast la magnitud que de fet arriba-hi: «(aquesta activitat química intensa) només és possible si hi ha una cavitat ressonadora d'ones, que també proporciona tant l'estabilitat necessària per a les disposicions moleculars com les forces que guien el seu moviment». Per tant, segons Popp desenvolupa l'article esmentat, si utilitzem la hipòtesi suggerida per aquests fets (la de la coherència dels fotons) veiem que podem predir «una diversitat de fenòmens biològics […] proveint-nos amb una base fiable des d'on poder examinar la teoria i obtenir una comprensió més profunda de la biologia».